# Estación de Valencia-Cuarte
Valencia-Cuarte fue una estación de ferrocarril situada en el municipio español de Valencia, en la provincia homónima.

## Historia
De sencillas líneas neoclásicas, fue construida en 1889 por la Compañía del Ferrocarril de Valencia y Aragón como cabecera de una línea férrea que pretendía enlazar Valencia con la región aragonesa ―aunque al final nunca pasó de la población de Liria―. La estación se encontraba situada en el n.º 195 de la Calle Cuarte Extramuros, a cierta distancia del casco urbano. A partir de 1940 los servicios ferroviarios de pasajeros comenzaron a salir de la estación del Norte, quedando Valencia-Cuarte relegada como depósito de material. En 1941, con la nacionalización del ferrocarril de ancho ibérico, las instalaciones quedaron integradas en la red de RENFE. El complejo de Valencia-Cuarte continuó siendo utilizado para almacenar material antiguo hasta 1946. El edificio fue derribado en 1952.